# Podesta
Podesta (z wł. podestà [podeˈsta], potestà; władza) – w niektórych średniowiecznych włoskich republikach miejskich najwyższy urzędnik o uprawnieniach sądowniczych i wojskowych. Mianowany (dla zachowania bezstronności) spośród obcych książąt i rycerzy, niezwiązanych z miejscowymi ugrupowaniami. Urząd ustanowiony w XII wieku przez cesarza Fryderyka I Barbarossę. 
Początkowo kadencja podesty trwała od sześciu do dwunastu miesięcy a wybierany był w większości przypadków mężczyzna pochodzący spoza miasta. Zakazane były małżeństwa podesty z obywatelkami miasta czy też przyjmowanie prezentów. Miało to zapewnić bezstronność w rozsądzaniu sporów. 
Przetrwał do XVI wieku. W faszystowskich Włoszech – burmistrz.